# Евронимус
Э́йстейн О́шет (норв. Øystein Aarseth [ˈœ̀ʏstæɪn ˈɔ̀ʂət]; 22 марта 1968, Сурнадал, Норвегия — 10 августа 1993, Осло) — норвежский музыкант, Более известный как Euronymous (Евро́нимус), основатель и гитарист блэк-метал-группы Mayhem с 1984 по 1993 годы (вплоть до своей смерти). Он также был центральной фигурой ранней норвежской блэк-металической сцены, основателем и владельцем лейбла звукозаписи экстремального метала Deathlike Silence Productions и владельцем магазина «Helvete» (с норв. — «ад»). Являлся лидером антихристианского музыкального сообщества «The Inner Black Circle of Norway», куда входили участники групп Darkthrone, Burzum, Immortal, Thorns, Enslaved, Arcturus и Emperor.

## Псевдоним
Можно встретить утверждение, что псевдоним взят из названия песни группы Hellhammer «Eurynomos» (демо Satanic Rites, 1983), названной в честь демона Евринома из древнегреческой мифологии. Однако у Hellhammer название трека написано грамотно, ошибочное же написание «Euronymous» имеется в списке «The Infernal Names» «Сатанинской Библии» Антона Лавея.

## Биография

### 1984-1991 гг.
Эйстейн сформировал Mayhem в 1984 годy вместе с басистом Некробутчером (Йорн Стубберуд) и барабанщиком Кьетилом Манхеймом. В то время он носил сценический псевдоним Destructor, но позже изменил свое имя на Euronymous.
Летом 1987 Mayhem записали свой дебютный EP Deathcrush. В 1988 году Дэд (Пер Ингве Олин) стал вокалистом Mayhem, а Хеллхаммер (Ян Аксель Бломберг) стал барабанщиком. К 1991 году Дэд, Евронимус и Хеллхаммер жили в доме в лесу недалеко от Крокстада, который использовался группой как место для репетиций.  Басист Mayhem Некробутчер сказал, что, прожив вместе какое-то время, Дэд и Евронимус «сильно действовали друг другу на нервы» и «в конце концов не стали настоящими друзьями». Хеллхаммер вспоминает, что Дэд однажды отправился спать в лес, потому что Евронимус играл синтезаторную музыку, которую Дэд ненавидел. Затем Евронимус вышел на улицу и начал стрелять в воздух из дробовика. Варг Викернес утверждает, что Дэд однажды ударил Евронимуса ножом. 

Дэд (слева) и Евронимус (справа)

8 апреля 1991 года Дэд совершил самоубийство в своей комнате. Сначала он вскрыл себе вены, а потом выстрелил в голову из дробовика. Оружие, предположительно, принадлежало Евронимусу. Прежде чем позвонить в полицию, Евронимус зашёл в магазин и купил одноразовую камеру, с помощью которой сфотографировал тело, предварительно переставив некоторые предметы. Одна из этих фотографий позже была использована в качестве обложки бутлега The Dawn of the Black Hearts. Некробутчер вспоминает, как Евронимус рассказал ему о самоубийстве:
Эйстейн позвонил мне на следующий день и сказал: «Дэд сделал что-то действительно классное! Он покончил с собой». Я подумал: ты офигел? Что значит круто? Он говорит: «Расслабься, у меня есть фотографии всего». Я был в шоке и горе. Он просто думал, как это использовать. Так что я сказал ему: «Хорошо. Даже не звони мне, блядь, пока ты не уничтожишь эти фотографии». 
Евронимус использовал самоубийство Дэда, чтобы создать «злой» образ Mayhem, и заявил, что Дэд покончил с собой, потому что блэк-метал стал «модным» и коммерциализировался. Со временем распространились слухи, что Евронимус приготовил рагу из кусочков мозга Дэда и сделал ожерелья из кусочков его черепа. Позже группа опровергла первый слух, но подтвердила, что последний был правдой. Кроме того, Евронимус утверждал, что подарил эти ожерелья музыкантам, которых он считал достойными, что было подтверждено несколькими другими участниками сцены, такими как Фауст (Бард Эйтун)  и Металион. Морган Штайнмейер Хоканссон из Marduk также подтвердил это и что он также владеет частью мозга Дэда, а также свинцом от выстрела из дробовика, которые были подарены ему Евронимусом.
Позже Некробутчер предположил, что фотографирование и принуждение других к их просмотру было для Евронимуса способом справиться с шоком, вызванным смертью его друга. Он утверждал, что Евронимус «ушёл в мир фантазий». Фауст из Emperor считает, что самоубийство Дэда «ознаменовало момент, когда под руководством Евронимуса блэк-металлическая сцена начала быть одержимой всем сатанинским и злым». Кьетил Манхейм сказал, что после самоубийства Евронимус «пытался быть таким же экстремальным, как он говорил». Самоубийство вызвало раскол между Евронимусом и некоторыми из его друзей, которым было противно его отношение к Дэду до самоубийства и его поведение после. Некробутчер разорвал дружбу с Евронимусом и ушёл из Mayhem.  Таким образом, после самоубийства Mayhem остались только с двумя участниками: гитаристом Евронимусом и барабанщиком Хеллхаммером. Стиан «Оккультус» Йоханнсен был принят на работу в качестве нового вокалиста и басиста Mayhem. Однако он покинул группу после того, как Евронимус угрожал ему смертью.

### 1991-1993

Евронимус в своём магазине Helvete

В течение мая-июня 1991 года Евронимус открыл музыкальный магазин под названием «Helvete», в котором продавалась тяжёлая «злая» музыка (блэк-, дэт-, трэш-метал). Норвежские блэк-металлисты часто встречались в подвале магазина, в том числе два участника Mayhem, участники Emperor, Варг «Граф Гришнак» Викернес из Burzum и Снорре «Блэкторн» Рух из Thorns. Евронимус также основал независимый лейбл Deathlike Silence Productions, который базировался в Helvete. На лейбле выпускались такие группы как Mayhem, Burzum, Enslaved и др. Евронимус, Варг и гитарист Emperor Самот (Томас Хауген) одно время жили в Helvete. Там же жил и работал барабанщик Emperor Фауст (Бард Эйтун). Стены магазина были выкрашены в черный цвет и украшены средневековым оружием, плакатами групп и дисками с картинками, а в его окне была надгробная плита из полистирола. 

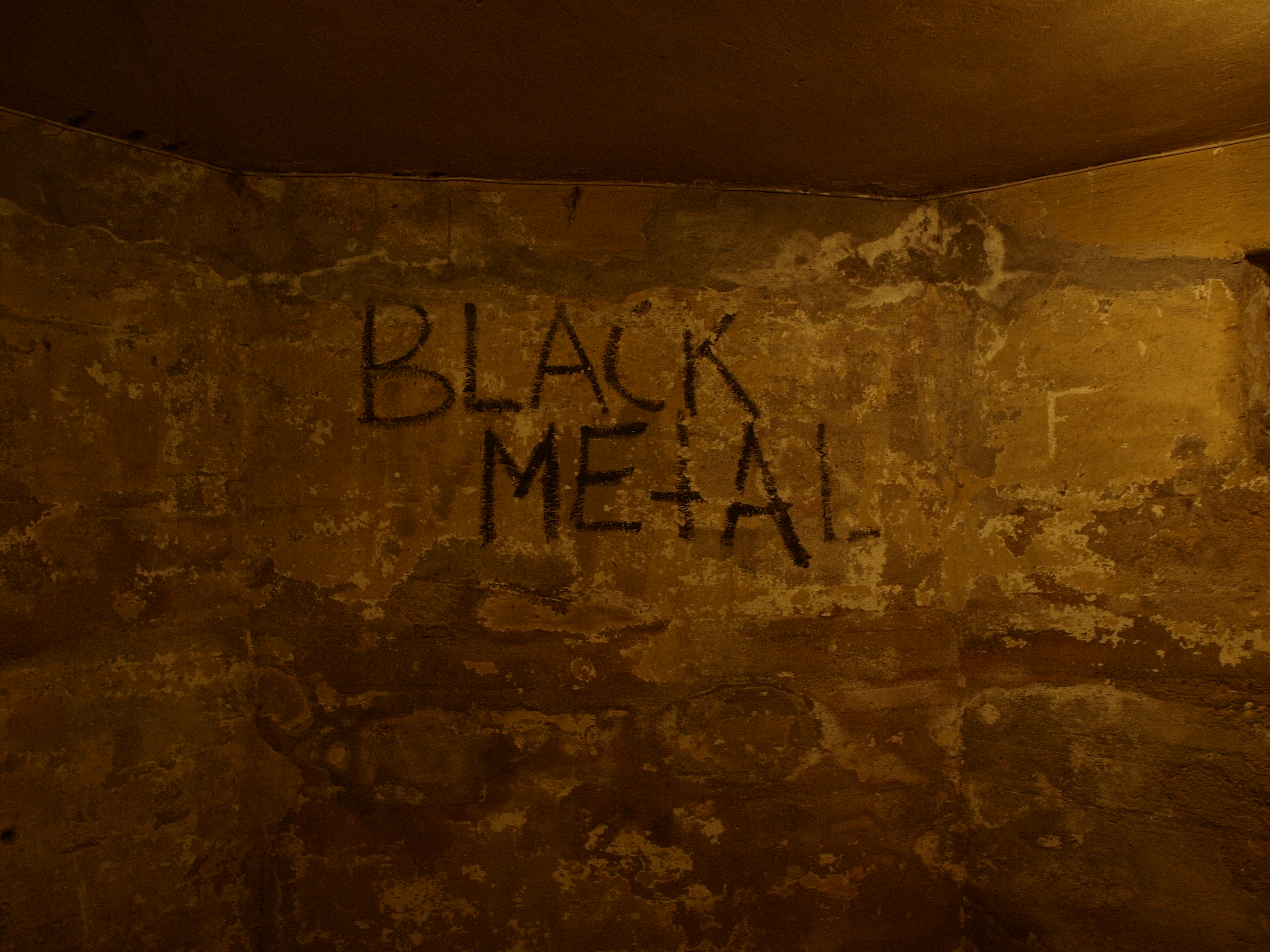
Подвал музыкального магазина Евронимуса Helvete с граффити начала 1990-х годов.

По словам Оккультуса, помещение, которое арендовал Евронимус, «было слишком большим, а арендная плата была слишком высокой. Вот почему дела у него никогда не шли». Для самого магазина использовалась лишь небольшая часть здания. Тем не менее, он стал центром норвежской блэк-металлической сцены. Металион, автор фанзина Slayer, сказал, что открытие Helvete было «творением всей норвежской блэк-металлической сцены». Даниэль Экерот писал в 2008 году:
Всего за несколько месяцев [после открытия Helvete] многие молодые музыканты стали одержимы Евронимусом и его идеями, и вскоре многие норвежские дэт-метал группы превратились в блэк-метал группы. Amputation стала Immortal, Thou Shalt Suffer превратилась в Emperor, а Darkthrone сменили дэт-метал, вдохновлённый шведским языком, на примитивный блэк-метал. Гитарист Old Funeral Варг Викернес уже покинул группу, чтобы создать свое собственное творение Burzum 
Евронимус помог многим молодым группам на сцене, особенно Emperor и Enslaved, которых он порекомендовал Candlelight Records. Исан из Emperor сказал, что «если вам доверяли, если они знали, что вы серьёзно относитесь к своим взглядам, вы были приняты» сценой Helvete. Евронимус взял Викернеса, который был на пять лет моложе его, под свое крыло: пригласил его играть на басу в Mayhem и предложил выпускать его музыку под именем Burzum. Однако утверждалось, что их дружба превратилась в соперничество. Оглядываясь назад, Фауст сказал: «Звучит очень глупо, но я думаю, что между ними было небольшое соревнование, кто может быть более злым. Это создало очень сложную ситуацию, особенно для Евронимуса, который хотел гламура и шоу-бизнес. С ним было много дыма, но не так много огня».
6 июня 1992 года в результате поджога была разрушена деревянная церковь Фантофт в Бергене. Викернеса подозревали в виновности, но так и не осудили. Последовала волна поджогов церквей по всей Норвегии, совершенных музыкантами и фанатами норвежской блэк-метал сцены. Евронимус присутствовал при поджоге часовни Холменколлен вместе с Викернесом и Фаустом, которые были осуждены за поджог после смерти Евронимуса. Фауст говорит, что, по его мнению, Евронимус вмешался, потому что «чувствовал, что должен доказать, что может быть частью этого, а не только на заднем плане». 

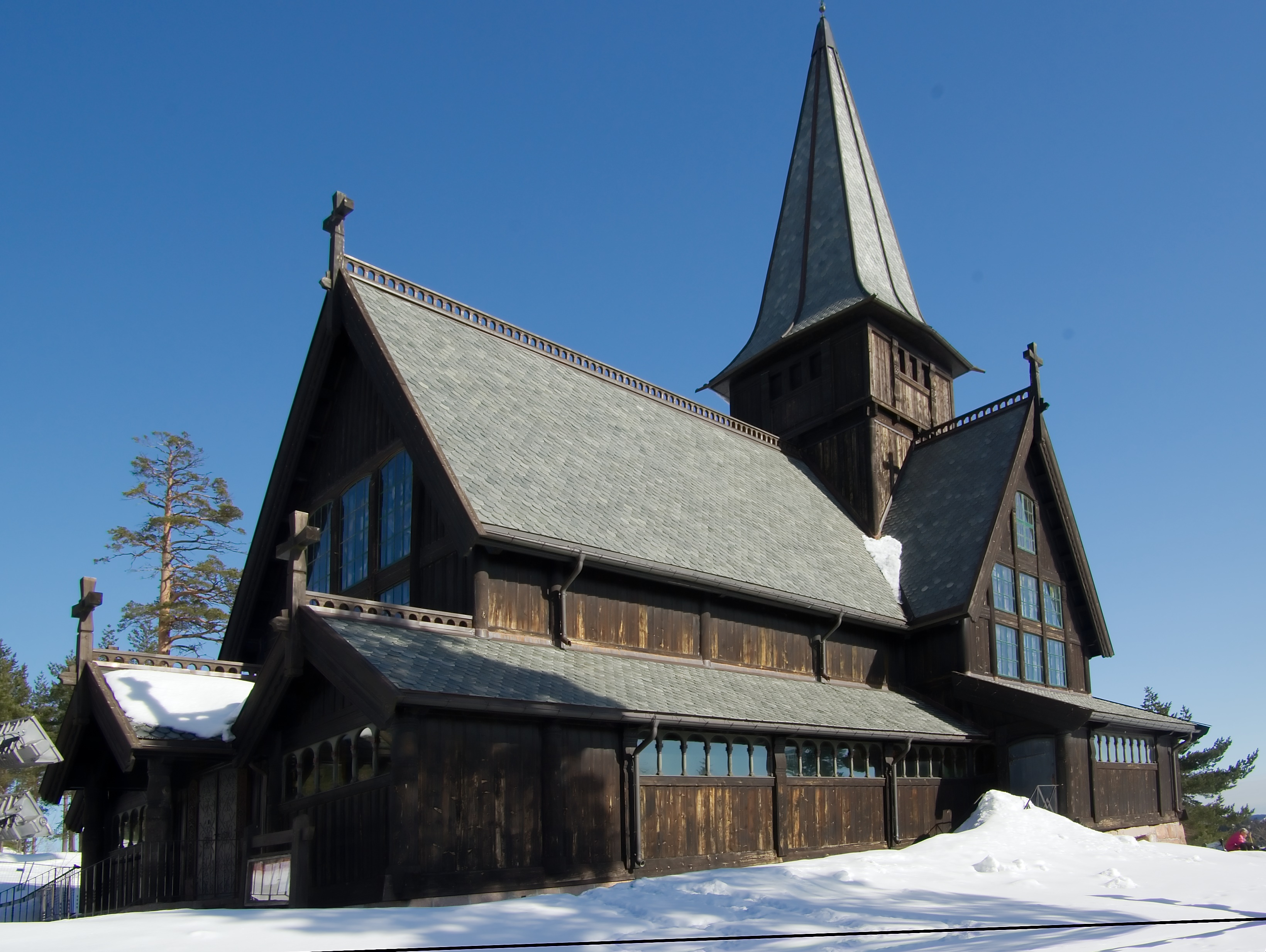
Евронимус принял участие в поджоге часовни Холменколлен (на фото)

Также ходили слухи, что к выпуску дебютного полноформатника Mayhem De Mysteriis Dom Sathanas, Викернес и Евронимус якобы замышляли взорвать собор Нидарос, который был помещён на обложку альбома. В интервью 1993 года на шведском радиошоу Евронимус сказал о поджогах церквей:
Они [христиане] должны чувствовать, что присутствует темная, злая сила, с которой они должны бороться, что…сделает их еще более радикальными. Мы также верим, что когда горит церковь, страдают не только христиане, но и люди в целом. Представьте себе красивую старую деревянную церковь...что произойдет, если она сгорит? Христиане впадают в отчаяние, дом Божий разрушен, и простые люди будут страдать от горя, потому что было уничтожено что-то прекрасное. Таким образом, вы в конечном итоге распространяете горе и отчаяние, и это хорошо. 
В январе 1993 года статья в одной из крупнейших газет Норвегии, Bergens Tidende, привлекла внимание средств массовой информации к сцене блэк-метала. Варг Викернес (под псевдонимом граф Гришнак) дал анонимное интервью журналисту газеты, в котором утверждал, что виноват в поджогах церквей. По словам Викернеса, анонимное интервью было спланировано им самим и Евронимусом. Целью, по его словам, было напугать людей, продвинуть блэк-метал и привлечь больше клиентов для Helvete. Он добавил, что интервью не выявило ничего, что могло бы доказать его причастность к какому-либо преступлению. Однако к моменту выхода статьи Викернес уже был арестован. Некоторые из других участников сцены также были арестованы и допрошены, но все были отпущены за недостатком улик. Сам Викернес был освобожден в марте 1993 года также за отсутствием улик. В том же месяце журнал Kerrang! опубликовали статью о норвежской блэк-металлической сцене. В нем Евронимус и Викернес представили себя лидерами воинствующей культовой группы «сатанинских террористов». Евронимус утверждал, что Helvete помогает финансировать ее деятельность, но сказал, что он не принимает непосредственного участия в ее преступлениях, потому что, если его поймают, организация развалится.
После эпизода Bergens Tidende Евронимус решил закрыть Helvete, поскольку он начал привлекать внимание полиции и СМИ. Викернес и авторы книги Lords of Chaos утверждают, что родители Евронимуса заставили его закрыть Helvete.

## Смерть
В начале 1993 года между Евронимусом и Викернесом, а также между Евронимусом и некоторыми участниками шведской блэк-металлической сцены возникла неприязнь.
Ночью 10 августа 1993 года Викернес зарезал Евронимуса в его квартире в Осло. Первоначально СМИ обвинили в убийстве шведских блэк-металлистов. Было высказано предположение, что убийство было результатом борьбы за власть, финансового спора по поводу записей Burzum (Евронимус задолжал Викернесу крупную сумму гонораров) или попытки «превзойти» убийство в Лиллехаммере, совершённое Фаустом. Викернес утверждает, что убил Евронимуса в целях самообороны. Он говорит, что Евронимус замышлял оглушить его электрошоковым оружием, связать и замучить до смерти во время видеосъёмки события. Викернес объясняет: «Если бы он говорил об этом всем и каждому, я бы не воспринял это всерьёз. Но он просто рассказал избранной группе друзей, и один из них рассказал мне». Он сказал, что Евронимус планировал использовать встречу по поводу неподписанного контракта, чтобы устроить ему засаду.
В ночь убийства Викернес и Снорре Рух поехали из Бергена в квартиру Евронимуса в Осло. Блэкторн стоял снаружи и курил, пока Викернес поднимался по лестнице в квартиру Евронимуса на четвёртом этаже. Викернес сказал, что встретил Евронимуса у двери, чтобы вручить ему подписанный контракт, но когда он вышел вперед и столкнулся с Евронимусом, Евронимус «запаниковал» и ударил его ногой в грудь.  Викернес утверждает, что Евронимус побежал на кухню за ножом. Эти двое подрались, и Викернес зарезал Евронимуса до смерти. Его тело было найдено на лестничной клетке первого этажа с 23 ножевыми ранениями — двумя в голову, пятью в шею и 16 в спину. Викернес утверждает, что большинство ран Евронимуса были вызваны битым стеклом, на которое он упал во время борьбы. После убийства Викернес и Блэкторн поехали обратно в Берген. По дороге они остановились у озера, где Викернес избавился от своей окровавленной одежды. Фауст сомневается в этом заявлении о самообороне, в то время как Некробутчер считает, что Викернес убил Евронимуса из-за угроз смертью, которые он получил от него. Некробутчер также намеревался убить самого Евронимуса из-за того, что он безвкусно извлёк выгоду из самоубийства Дэда.
Блэкторн утверждает, что Викернес планировал убить Евронимуса и вынудил его пойти с ним. Он утверждает, что летом 1993 года его чуть не отправили в психиатрическую больницу, но он сбежал в Берген и остался с Викернесом. Блэкторн сказал об убийстве: «Я был ни за, ни против этого. Мне было плевать на Эйстейна».  Викернес, однако, утверждает, что он не планировал убийство и что Блэкторн пришел, чтобы показать Евронимусу несколько новых гитарных риффов.

### После убийства
Викернес был арестован 19 августа 1993 года в Бергене. Многие другие участники сцены, в том числе Блэкторн и Фауст, также были доставлены на допрос. Судебный процесс начался 2 мая 1994 года. На суде утверждалось, что Викернес, Блэкторн и ещё один друг спланировали убийство. Третий человек остался в квартире в Бергене в качестве алиби. Чтобы всё выглядело так, будто они никогда не уезжали из Бергена, он должен был брать фильмы напрокат, крутить их на квартире и снимать деньги с кредитной карты Викернеса. 16 мая 1994 г. Викернес был приговорен к 21 году тюремного заключения (максимальное наказание в Норвегии) за убийство Евронимуса, поджог трёх церквей, попытку поджога четвертой церкви, а также за кражу и хранение 150 кг взрывчатых веществ. Однако он признался только в последнем. В день вынесения ему приговора были сожжены две церкви, «предположительно в знак символической поддержки». Блэкторн был приговорен к 8 годам лишения свободы за соучастие. Викернес был освобождён условно-досрочно в 2009 году.
На похоронах Евронимуса Хеллхаммер (барабанщик Mayhem) и Некробатчер (бывший басист Mayhem) решили продолжить работу в группе и работали над выпуском альбома De Mysteriis Dom Sathanas. Перед релизом семья Евронимуса попросила Хеллхаммера удалить басовые партии, записанные Викернесом. Хеллхаммер сказал: «Я подумал, что уместно, чтобы убийца и жертва были на одной пластинке. Я сообщил, что перезаписываю басовые партии, но так и не сделал». Альбом с Евронимусом на гитаре и Викернесом на бас-гитаре был наконец выпущен в мае 1994 года.
Часть норвежской сцены считала Викернеса предателем за убийство Евронимуса и его отказ от сатанизма в пользу национализма и одинизма. Они расценили смерть Евронимуса как серьёзную потерю для сцены, и некоторые блэк-металлисты «поклялись отомстить за смерть Эйстейна». Через несколько лет после убийства Исан из Emperor сказал: «На сцене больше нет дисциплины, как раньше в магазине». После его смерти «вокруг памяти Евронимуса развился культ», и некоторые провозгласили его «королем» или «крёстным отцом блэк-метала».
Новое поколение музыкантов также пыталось завоевать авторитет, воспользовавшись его наследием. Тем не менее, многие друзья и товарищи по группе Евронимуса «говорят об убийстве безразлично». В книге Lords of Chaos Хеллхаммер, Исан и Самот утверждают, что смерть Евронимуса либо не повлияла на них, либо не шокировала их. Андерс Одден (в то время друг Евронимуса) сказал об убийстве: «Не было ничего странного в том, что его убили. Он думал, что может угрожать убить людей без каких-либо последствий». Он добавил: «Я думаю, что многие люди почувствовали облегчение, когда он ушёл».

## Влияние и стиль игры
Фенриз из Darkthrone сказал в документальном фильме «Until the Light Takes Us», что Евронимус был пионером гитарной игры в стиле блэк-метал.

Он старался задействовать как можно больше струн, играя по всему грифу, используя тактовые аккорды, а не только отдельные ноты или пауэр-аккорды. Это придавало его стилю более полное и обволакивающее звучание, но при этом ледяное, поскольку высокие ноты пробиваются сквозь дым, создаваемый низкими. Рифф в «Freezing Moon» очень прост, но он невероятно мрачен и гипнотизирует слушателя. Сочетания звуков Евронимуса и Снорре, собранные воедино на «Life Eternal» и «From the Dark Past», звучат как ничто другое, почти напоминая мрачную симфонию гитар. Бриджевые риффы в песне «Buried by Time and Dust» особенно гипнотизируют. Оригинальный текст (англ.)In this style, he would often play the entire neck, using bar chords rather than just individual notes or power chords. This gives his style a fuller, more enveloping sound, yet one that is still ice-cold, as the higher notes pierce through the smoke created by the lower ones. The riff on “Freezing Moon” is so simple, but is incredibly dark and hypnotic. The combinations of sounds Euronymous and Snorre put together on “Life Eternal” and “From the Dark Past” sound like nothing else, almost resembling a dark symphony of guitars. The bridge riffs for “Buried by Time and Dust” are particularly hypnotic.— Фенриз в документальном фильме «Until the Light Takes Us»
Евронимус занял 51-е место из 100 величайших гитаристов хэви-метала всех времен по версии журнала Guitar World.
В марте 2012 года бюджетная авиакомпания Norwegian Air Shuttle организовала опрос, в котором клиентам предлагалось выбрать известного норвежского исторического деятеля, чье изображение украсило бы хвостовой оперение самолета. Во многом благодаря международным фанатам Евронимус лидировал в опросе, но его имя было удалено из кампании по просьбе его семьи.
Фильм 2018 года Lords of Chaos, основанный на одноименной книге, представляет собой наполовину вымышленный рассказ о норвежской блэк-металлической сцене начала 1990-х годов, рассказанный с точки зрения Евронимуса.

## Инструмент

Евронимус со своей гитарой Les Paul Standard

Основной гитарой Евронимуса была гитара Sunburst Gibson Les Paul Standard, на которой он играет на многих фотографиях. Он играл через слегка модифицированный ламповый усилитель Marshall Super Lead 1981 года и использовал педаль Boss SD-1 Super Overdrive, а также педаль Boss HM-2 Heavy Metal.

## Убеждения и личность
В книге Lords of Chaos говорится о Евронимусе:
Он всегда был одет в чёрное с головы до ног, его волосы были выкрашены в чёрный цвет для большего эффекта. У него были длинные аристократические усы и сапоги до колен. Его чёрная кожаная косуха была украшена значками. В разговоре он казался строгим и серьёзным, иногда с напыщенностью, граничащей с театральностью.
В интервью Евронимус утверждал, что он против индивидуализма, сострадания, мира, счастья и веселья. Он утверждал, что хотел сеять ненависть, горе и зло. В 1993 году он сказал журналу Kill Yourself: «Нет НИЧЕГО слишком больного, злого или извращённого» и заявил: «У меня нет проблем с хладнокровным убийством кого-то». Металион (знал Евронимуса с 1985 года  и считал его своим лучшим другом) сказал: "Евронимус всегда говорил то, что думал, следуя своим собственным инстинктам, поклоняясь смерти и проявляя крайность». Магазин Евронимуса привлёк много новых молодых фанатов, многие из которых уважали его и даже боготворили.
Однако некоторые, кто знал Евронимуса, утверждают, что «крайний сатанинский образ, который он проецировал, на самом деле был всего лишь проекцией, мало похожей на его реальную личность». К ним относятся Некробутчер, Кьетил Манхейм, Викернес и Блэкторн.  Фауст сказал, что с Евронимусом «было много дыма, но не так много огня». Когда его спросили, почему Евронимус сделал такие резкие заявления в прессе, Исан сказал: «Я думаю, что это было сделано для того, чтобы вызвать страх среди людей». Он добавил, что сцена «хотела быть в оппозиции к обществу» и «пыталась больше сосредоточиться на том, чтобы быть просто «злом», чем на настоящей сатанинской философии». Барабанщик Mayhem Кьетил Манхейм (друг Евронимуса с 1983 года до его смерти) описал его как «хорошего парня», но сказал, что, когда его старших друзей не было рядом, «он мог играть вне его роли». Манхейм утверждал, что Евронимус стал «экстремальным» к концу своей жизни: «Ему нравилось говорить людям, что они бесполезны, что он лучший».

### Религия
В интервью Евронимус сказал, что он теистический сатанист. В интервью, проведенном в августе 1993 года, Евронимус заявил:
Я верю в рогатого дьявола, персонифицированного Сатану. На мой взгляд, все остальные формы сатанизма — чушь собачья. Сатанизм происходит от религиозного христианства, и там он останется. Я религиозный человек, и я буду бороться с теми, кто злоупотребляет Его именем. Люди не должны верить в себя и быть индивидуалистами. Они должны ПОДЧИНЯТЬСЯ, быть РАБАМИ религии. 
Евронимус утверждал: «Мы восхваляем зло и слепо верим в благочестивое существо, как христианин». Об отношениях между религией и наукой он сказал: «Ученые не могут опровергнуть религию».
Он выступал против сатанинских и оккультных учений Антона ЛаВея и Алистера Кроули, поскольку, в отличие от Евронимуса, они продвигали то, что он считал «миром» и коммерческим легкомыслием, а также индивидуализмом. Он сказал, что «никогда не примет какую-либо группу, которая проповедует идеи Церкви Сатаны, поскольку они просто сборище свободолюбивых и жизнелюбивых атеистов, и они стоят прямо противоположно мне».  Когда его спросили, что он думает о кодексе Кроули о том, что «делай что хочешь, таков будет весь закон».Он ответил: «Люди должны делать то, что МЫ хотим, чтобы они делали. Мы против свободы и вынудили группу из Рогаланда в Норвегии — Бельзебуб — распасться».
Как отмечалось ранее, некоторые из тех, кто знал Евронимуса, утверждают, что его «крайний сатанинский образ» был игрой. В то время как Мортиис сказал, что Евронимус «был таким поклонником дьявола, что вы не поверите»,  в документальном фильме о блэк-металле Until the Light takes Us, Варг Викернес утверждал, что Евронимус не был сатанистом. Он сказал: «Для Ошета все было связано с имиджем, и он хотел казаться экстремальным. Он хотел, чтобы люди думали о нем как о экстремальном, самом экстремальном из всех».
Со временем некоторые участники норвежской сцены стали следовать язычеству. Позже Викернес утверждал, что Евронимус, «одержимый этим «сатанинским делом», не одобрял пропаганду Викернесом язычества. Тем не менее, Евронимус не выразил явного неодобрения язычества и выпустил первый альбом языческой группы Enslaved, Vikingligr Veldi, на Deathlike Silence Productions.

### Блэк-метал и дэт-метал
Евронимус сказал, что термин «блэк-метал» может применяться к любому виду металла, если он является «сатанинским» и «тяжелым». Он сказал: «Если группа культивирует и поклоняется Сатане, это блэк-метал»,  и что «в каком-то смысле это может быть обычный хэви-метал или просто нойз». Когда было объявлено, что Venom (группа, считающаяся одними из основателей прото-блэк-метала, и обожаемая Евронимусом) использовала сатанизм только как уловку, Евронимус сказал, что он и остальные участники Black Circle «предпочитают верить в обратное».
Точно так же Евронимус сказал, что термин дэт-метал может применяться к любому виду металла, если группа «культивирует и поклоняется смерти». Евронимус посетовал на коммерциализацию и потерю экстремальности в дэт-метале. Он сказал: «Настоящий дэт-метал должен быть чем-то, чего боятся нормальные люди, а не тем, что могут слушать матери», и «дэт-метал предназначен для жестоких людей, способных убивать, а не для идиотских детей, которые хотят веселья».
Как и многие другие участники блэк-метал сцены, Евронимус изначально считал, что блэк-метал должен оставаться в андерграунде. Однако позже он передумал. Он считал, что идея оставаться в андерграунде пришла из хардкор-панка, и сказал: «Те, кто больше всего кричит о том, что находится в андерграунде, также часто являются теми, кто делает настолько плохую музыку, что у них нет шансов добиться успеха». Он добавил: «Я был бы не против сделать DSP большим и заработать миллион, пока я не изменю свой образ мышления и бытия. Если бы в мире был миллион поклонников блэк-метала, большинство из них были бы придурками, но было бы и очень много настоящих и жестоких людей. Чем больше мы становимся, тем больше мы можем манипулировать людьми, заставляя их думать так же, как мы».

### Политические взгляды
Евронимус интересовался тоталитарными коммунистическими государствами, такими как Советский Союз при Сталине и Румыния при Чаушеску. Он собирал памятные вещи Восточного блока, а в 1980-х годах он был членом норвежской коммунистической группы «Красная молодёжь» (Rød Ungdom) — молодёжной организации Рабочей коммунистической партии и Красного избирательного альянса, которая в то время была марксистско-ленинской. Он покинул Rød Ungdom якобы потому, что понял, что они были «просто кучкой гуманистов». Он сказал: «Поскольку я ненавижу людей, я не хочу, чтобы они хорошо проводили время, я хотел бы, чтобы они сгнили под коммунистической диктатурой». Он был очарован идеей массовой слежки, тайной полиции и насильственных исчезновений. Аттила Чихар из Mayhem сказал, что Евронимус не был коммунистом «в политическом смысле», но был очарован властью коммунистических диктаторов над своим народом.
Хеллхаммер сказал, что «Евронимус хотел быть самым экстремальным человеком, и он думал, что коммунизм был очень экстремальным», но позже он заявил, что он фашист. В частном письме, написанном в начале 1990-х, Евронимус утверждал, что «почти все» норвежские блэк-метал группы в то время были «более или менее нацистами», включая Mayhem. Однако он не использовал музыку Mayhem для продвижения какой-либо политики.

## Дискография
| Группа         | Название                     | Год записи | Год выпуска | Примечания |
| -------------- | ---------------------------- | ---------- | ----------- | --- |
| Mayhem         | Pure Fucking Armageddon      | 1986       | 1986        | Гитара; |
| Checker Patrol | Metalion in the Park         | 1986       | 1986        | Гитара; |
| Mayhem         | Deathrehearsal               | 1987       | 1987        | Гитара; |
| Mayhem         | Deathcrush                   | 1987       | 1987        | Гитара; |
| Mayhem         | Live in Leipzig              | 1990       | 1993        | Гитара; |
| Burzum         | Burzum                       | 1992       | 1992        | Сопродюсер, исполнил гитарное соло только в композиции "War" и гонг в "Dungeons of Darkness". Был указан только в оригинальном издании альбома от DSP; |
| Mayhem         | Freezing Moon/Carnage        | 1990       | 1996        | Гитара; |
| Mayhem         | Out from the Dark            | 1991       | 1995        | Гитара; |
| Mayhem         | De Mysteriis Dom Sathanas    | 1992–1993  | 1994        | Сопродюсер, гитара; |
| Mayhem         | The Dawn of the Black Hearts | 1990       | 1995        | Гитара, обложка альбома; |